# مارك ريتشاردسون (عداء)
مارك ريتشاردسون (بالإنجليزية: Mark Richardson) مواليد 26 يوليو 1972، هو عداء بريطاني متخصص في الجري السريع. مثل بلاده في الأولمبياد وحصل على الميدالية الفضية والميدالية البرونزية. فاز بالميدالية الذهبية في بطولة العالم لألعاب القوى.

## الميداليات
| الميدالية | المسابقة                                |
| --------- | --------------------------------------- |
| فضية      | الألعاب الأولمبية الصيفية 1996          |
| برونزية   | الألعاب الأولمبية الصيفية 1992          |
| ذهبية     | بطولة العالم لألعاب القوى 1997          |
| ذهبية     | بطولة أوروبا لألعاب القوى 1998          |
| برونزية   | بطولة أوروبا لألعاب القوى 1998          |
| فضية      | بطولة العالم للناشئين لألعاب القوى 1990 |
| برونزية   | بطولة العالم للناشئين لألعاب القوى 1990 |

## روابط خارجية
- مارك ريتشاردسون على موقع الاتحاد الدولي لألعاب القوى (الإنجليزية)
- مارك ريتشاردسون على موقع اللجنة الأولمبية الدولية (الإنجليزية)
- مارك ريتشاردسون على موقع أوليمبيديا (الإنجليزية)
- مارك ريتشاردسون على موقع اللجنة الأولمبية البريطانية (الإنجليزية)